# Fairytale Gone Bad
Fairytale Gone Bad — сингл фінського рок-гурту Sunrise Avenue. Ця пісня увійшла до дебютного альбому гурту «On the Way to Wonderland» (2006).
Відеокліп на пісню було відзнято в Барселоні у 2006 році.

## Список треків
- CD single[1]

1. «Fairytale Gone Bad (Radio Edit)» — 3:33
2. «Fairytale Gone Bad (Album Version)» — 3:25
3. «Fairytale Gone Bad (Acoustic Version)» — 3:44
4. «Fairytale Gone Bad (Instrumental Version)» — 3:32
5. «Into The Blue» — 5:28